# Hogna landanae
Hogna landanae är en spindelart som först beskrevs av Simon 1877.  Hogna landanae ingår i släktet Hogna och familjen vargspindlar. Inga underarter finns listade i Catalogue of Life.